# Elite Women’s Hockey League 2012/13
Die Saison 2012/13 war die neunte Spielzeit der Elite Women’s Hockey League, einer Fraueneishockeyliga. Im neunten Jahr ihres Bestehens nehmen zwischen September 2012 und 3. März 2013 sechs Mannschaften aus Österreich (3), Belarus, Italien und Ungarn teil. Mit dem Team aus Bozen kehrte ein Gründungsmitglied in die EWHL zurück, während der HC Slovan Bratislava aus finanziellen Gründen auf eine erneute Teilnahme verzichtete. Ebenso zog sich die Niederländische Nationalmannschaft vom Spielbetrieb zurück, um sich auf das Olympia-Qualifikationsturnier konzentrieren zu können.

## Modus
Die sechs Teilnehmer spielten in einer doppelten Hin- und Rückrunde im Ligasystem die Plätze aus, sodass jede Mannschaft 20 Partien austrug. Für einen Sieg erhielt eine Mannschaft drei Punkte, bei einem Sieg nach der Sudden Victory Overtime genannten Verlängerung oder nach Penaltyschießen zwei Punkte. Die unterlegene Mannschaft erhielt nach der regulären Spielzeit keine Punkte, bei einer Niederlage nach Verlängerung oder Penaltyschießen jedoch einen Punkt.
Die ersten vier Teams qualifizieren sich für das Finalturnier. Die drei österreichischen Teams qualifizieren sich automatisch für das Halbfinale der Österreichischen Staatsmeisterschaft  und spielen dort gegen das bestplatzierte österreichische Team der Dameneishockey-Bundesliga. Das Halbfinale wird in Form eines Hin- und Rückspiels ausgetragen, die Medaillenentscheidungen im Modus Best-of-Three. 

## Tabelle
| Pl. | Mannschaft          | Land       | Sp | S  | OTS | OTN | N  | Tore    | Punkte |
| --- | ------------------- | ---------- | -- | -- | --- | --- | -- | ------- | ------ |
| 1.  | HK Pantera Minsk    | Belarus    | 20 | 16 | 2   | 0   | 2  | 103: 47 | 52     |
| 2.  | EHV Sabres Wien     | Osterreich | 20 | 17 | 0   | 0   | 3  | 130: 38 | 51     |
| 3.  | DEC Salzburg Eagles | Osterreich | 20 | 9  | 1   | 1   | 9  | 071: 78 | 30     |
| 4.  | EV Bozen Eagles     | Italien    | 20 | 9  | 0   | 2   | 9  | 068: 65 | 29     |
| 5.  | KMH Budapest        | Ungarn     | 20 | 4  | 0   | 0   | 16 | 031: 90 | 12     |
| 6.  | WE-V Flyers         | Osterreich | 20 | 2  | 0   | 0   | 18 | 032:117 | 6      |

## Final Four
Halbfinale
| 2. März 2013 16:00 Uhr | Pantera Minsk Jess Jones (27:46) Anastasia Schondra (28:45) Martina Veličková (31:02) Kathryn Walker (43:48) Jess Jones (54:03) Karina Schiptizkaja (57:31) | 6:1 (0:1, 3:0, 3:0) Spielbericht | EV Bozen Eagles Mia Campo Bagatin (15.) | Amstetten Zuschauer: 100 |

| 2. März 2013 19:00 Uhr | EHV Sabres Wien Janine Weber (7.) Esther Kantor (19., 19.) Valentina Bettarini (27.) Victoria Hummel (36.) Esther Kantor (37., 56, 57.) | 8:1 (3:0, 3:0, 2:1) Spielbericht | DEC Salzburg Eagles Jocelyn Kratchmer (59.) | Amstetten Zuschauer: 150 |

Spiel um Platz 3
| 3. März 2013 | DEC Salzburg Eagles Jocelyn Kratchmer (5.) Claudia Wirl (14.) | 2:1 (2:0, 0:1, 0:0) Spielbericht | EV Bozen Eagles Beatrix Larger (28.) | Amstetten Zuschauer: 100 |

Finale
| 3. März 2013 | Pantera Minsk Kathryn Walker (09:44) Tatjana Lwowa (10:05) Iewa Petersone (23:14, 31:58) Jess Jones (25:01, 32:49) | 6:1 (2:0, 4:0, 0:1) Spielbericht | EHV Sabres Wien Janine Weber (49.) | Amstetten Zuschauer: 100 |

## Beste Scorerinnen
Abkürzungen: Sp = Spiele, T = Tore, V = Vorlagen, SM = Strafminuten; Fett: Saisonbestwert
| Spieler           | Team                | Sp | T  | V  | Punkte | SM |
| ----------------- | ------------------- | -- | -- | -- | ------ | -- |
| Esther Kantor     | EHV Sabres Vienna   | 20 | 29 | 34 | 63     | 26 |
| Jess Jones        | Pantera Minsk       | 19 | 28 | 25 | 53     | 18 |
| Janine Weber      | EHV Sabres Vienna   | 21 | 23 | 20 | 43     | 10 |
| Anna Meixner      | EHV Sabres Vienna   | 16 | 22 | 8  | 30     | 10 |
| Maria Herichova   | WE-V Flyers         | 17 | 19 | 1  | 20     | 8  |
| Becky Conroy      | DEC Salzburg Eagles | 20 | 18 | 17 | 35     | 28 |
| Martina Veličková | Pantera Minsk       | 15 | 17 | 22 | 39     | 8  |
| Jocelyn Kratchmer | DEC Salzburg Eagles | 21 | 17 | 14 | 31     | 28 |
| Kelly Nash        | EHV Sabres Vienna   | 9  | 16 | 19 | 35     | 12 |
| Kathryn Walker    | Pantera Minsk       | 19 | 15 | 15 | 30     | 8  |

## Auszeichnungen
All-Star-Team (gewählt von den Liga-Klubs)
| Angriff:      | Esther Kantor (EHV Sabres Wien) – Jess Jones (Pantera Minsk) – Maria Herichowa (Vienna Flyers) |
| Verteidigung: | Kiira Dosdall (EHV Sabres Wien) – Jacalyn Sollis (DEC Salzburg Eagles)                         |
| Tor:          | Marija Onolbajewa (Pantera Minsk)                                                              |

Beste Torhüterin: Maria Onolbajewa (Pantera Minsk)